# Camairago
Camairago est une commune italienne de moins de 1 000 habitants, située dans la province de Lodi, en Lombardie, dans l'Italie nord-occidentale.
Depuis le 1er janvier 2018, la commune est fusionnée avec Cavacurta sous le nouveau toponyme de Castelgerundo. Les hameaux de Bosco Valentino et Mulazzana rejoignent également la nouvelle commune.

## Géographie
Le petit village de Camairago se trouve à 25 kilomètres au sud de Lodi, sur la rive droite du fleuve Adda.

## Histoire
Son nom lui vient peut-être de son fondateur.
Le village fut la propriété de Dom Aribert d'Intimiano (Moyen Âge), puis de la famille Visconti, et enfin de la famille Borromeo, qui en 1440 y fit ériger un château.
En 1621, les Lansquenets l'occupèrent alors qu'ils faisaient route vers Mantoue.

## Économie
La grande industrie est pratiquement absente de Camairago, qui compte principalement des petits artisans et des éleveurs de porcs et de vaches.

## Culture

### Monuments
Deux monuments importants :
- Le château de la Famille Borromeo, 1440
- Le petit sanctuaire de Notre Dame de la Fontaine, du XIIIe siècle, que les pêcheurs ont érigé avant 1261, en espérant la protection de la Vierge contre les inondations dues au fleuve Adda.

## Administration
| Période                                  | Période | Identité | Étiquette | Qualité |
| ---------------------------------------- | ------- | -------- | --------- | ------- |
|                                          |         |          |           |         |
| Les données manquantes sont à compléter. |         |          |           |         |

### Hameaux
Bosco Valentino et Mulazzana

### Communes limitrophes
Formigara, Castiglione d'Adda, Terranova dei Passerini, Pizzighettone, Cavacurta, Codogno.